# Гурвиц, Семён Мейлерович
Семён Мейлерович (Михайлович) Гурвиц (19 мая 1932 — 13 января 2011, Нижний Новгород) — советский футболист, полузащитник, защитник. Тренер. Мастер спорта СССР.
Сын осуждённых по «Делу врачей». Начинал играть в футбол в Москве за команду стадиона Юных пионеров. В 1950 году выступал за дубль московского «Торпедо», в 1951 — за дубль ВВС. В 1952—1962 годах играл за «Торпедо» Горький, в 1954 году провёл 8 матчей в чемпионате СССР. В марте 1956 года сыграл три товарищеских матча за московское «Торпедо». В конце карьеры играл за «Торпедо» Павлово (1963, с сентября также тренер) и «Авангард» Тернополь (1964—1965).
В 1966 году — тренер, в первом круге 1967 года — старший тренер горьковской «Волги», во втором — помощник Вениамина Крылова. В 1968 году — старший тренер «Рассвета» Красноярск, в 1969 — «Энергии» Северодвинск.
Основатель в 1976 году и на протяжении 28 лет директор нижегородской футбольной школы СДЮСШОР № 8. В 1990-х годах тренировал игравшее в чемпионате области нижегородское «Торпедо».
В 1995 году Гурвицу было присвоено почётное звание «Заслуженный работник физической культуры Российской Федерации».
Скончался 13 января 2011 года в Нижнем Новгороде. В память тренера в Нижнем Новгороде ежегодно проводятся всероссийские детские турниры.